# Kanton Petreto-Bicchisano
Kanton Petreto-Bicchisano (francouzsky Canton de Petreto-Bicchisano) je francouzský kanton v departementu Corse-du-Sud v regionu Korsika. Tvoří ho 6 obcí.

## Obce kantonu
- Argiusta-Moriccio
- Casalabriva
- Moca-Croce
- Olivese
- Petreto-Bicchisano
- Sollacaro